# Hwasong-12
Lo Hwasong-12 (coreano: 화성 12 호; Hanja: 火星 12 号; lit. Mars-12) è un missile balistico a medio raggio sviluppato dalla Corea del Nord. È stato testato il 30 gennaio 2022, intorno alle 8 del mattino ora locale. È il primo missile balistico sviluppato dalla Corea del Nord che in grado di raggiungere e colpire con precisione, per esempio, l'isola statunitense di Guam. Uno studio dell’International Institute for Strategic Studies (IISS) ritiene che la riuscita della Corea del Nord nel testare missili balistici sia stata agevolata dall’acquisto di tecnologia dall’estero.